# Leif Welding-Olsen
Leif Welding-Olsen (1895 – 8. april 1940) var en norsk kaptajn, som var chef på bevogtningsfartøjet Pol III. Han er kendt som den første nordmand, der døde under den tyske invasion natten til den 9. april 1940 i ydre Oslofjord. Flere norske søfolk var omkommet ved torpederinger før dette, men Norge var da ikke formelt i krig. Welding-Olsen døde før midnat den 8. april. Det korrekte tidspunkt for det tyske angreb bliver derved den 8. april.
Welding-Olsen var chef på det lille bevogtningsfartøj Pol III. Lidt før midnat den 8. april, opdagede de at den tyske invasionsflåde nærmede sig. Dette blev kl. 23:10 varslet med raketter til Rauøy fort. En kort kamp opstod. Welding-Olsen blev alvorligt såret, og Pol III blev skudt i brand. Mandskabet på Pol III gik om bord på redningsbåden, mens Welding-Olsen blev i vandet, og druknede senere. Mandskabet blev derefter taget op af Albatros, mens Pol III blev antaget tabt, da den sank. Dagen efter blev Pol III genfundet og blev ført til Horten, hvor den blev repareret af tyskerne.